# Anything for Her
Anything for Her (Pour elle) è un film del 2008 diretto da Fred Cavayé, all'esordio nella regia di un lungometraggio, con Vincent Lindon e Diane Kruger.
Nel 2010 ne è stato realizzato un remake statunitense, The Next Three Days, scritto e diretto da Paul Haggis.

## Trama
Julien (Vincent Lindon) e Lisa Aucler (Diane Kruger) sono una coppia normale che vive felicemente con il loro figlio neonato Oscar finché un giorno la polizia irrompe nel loro appartamento per arrestare Lisa con l'accusa di omicidio. La corte d'assise la condanna a 20 anni di carcere. Tre anni dopo, Julien continua a cercare di trovare le prove dell'innocenza di Lisa, ma nessun elemento nuovo è emerso, e tutte le prove continuano a indicare lei come il primo sospettato.
La vittima dell'omicidio era la capoufficio di Lisa, con la quale aveva avuto una accesa discussione il giorno del delitto. In un flashback scorrono le immagini di cosa successe veramente la sera dell'omicidio: in un parcheggio sotterraneo, una rapinatrice uccise la capoufficio colpendola con un estintore, prima di allontanarsi e sbattere contro Lisa nella fuga. Durante lo scontro, il sangue della donna appena uccisa macchiò il cappotto di Lisa. Una serie di altre fatalità contribuì a far ricadere tutte le accuse su Lisa.
Non vedendo altra opzione, Julien si rivolge a Henri Pasquet (Olivier Marchal), un ex criminale che è evaso dal carcere sette volte e ha scritto un libro sui suoi metodi di fuga. Pasquet gli spiega che nessuna prigione è inespugnabile e ognuna di loro ha una "chiave" che deve solo essere trovata. Egli dice anche che uscire è facile, ma riuscire poi a rimanere latitanti è molto difficile. Con questo, Pasquet consiglia quanto segue a Julien: recidere tutti i legami familiari, fuggire dal paese in poche ore, scegliere una nuova identità comprando documenti falsi, andare in un Paese senza legami con la Francia e, soprattutto, avere molto denaro per poter fare tutto questo e per mantenersi poi una volta arrivati. Per i tre mesi successivi, Julien visita la prigione cercando di cogliere la "chiave" giusta per poter far evadere Lisa. Un giorno, egli è informato dal Dr. Gardes (Frédéric Maranber) che Lisa, che è diabetica, si rifiuta di prendere la sua insulina negli ultimi giorni, probabilmente per cercare di suicidarsi.
Quella notte, Julien si procura documenti falsi e nei giorni dopo inizia ad accumulare più soldi possibili, vendendo mobili, oggetti personali e infine la sua stessa casa. La pianificazione della fuga richiederebbe ancora del tempo, ma Julien è improvvisamente informato che Lisa deve essere trasferita a Rennes entro tre giorni. Decide allora di velocizzare il piano e, nel disperato tentativo di avere tutti i suoi fondi pronti per la fuga, ruba una grande quantità di denaro, introducendosi a casa di un importante spacciatore di droga ed uccidendolo.
Il giorno dopo, si intrufola poi nel furgone medico vicino alla prigione e sostituisce il documento delle analisi cliniche di Lisa con una versione dei dati medici alterati.  Il Dr. Gardes legge le cartelle cliniche e, preoccupato per la salute di Lisa, la fa subito trasferire al più vicino ospedale. Julien coglie quindi l'occasione per presentarsi in ospedale e far evadere la moglie. Dopo lunghe fughe, inseguimenti e depistaggi, gli Auclert recuperano Oscar e fuggono finalmente a San Salvador, America centrale, dove possono tornare ad essere una famiglia e a vivere una vita tranquilla.

## Produzione
Costato 2.000.000 di euro il programma comprendeva riprese diverse località in Europa. Tra queste, Liegi, in Belgio, Meaux un comune nel dipartimento Seine-et-Marne nella regione dell'Île-de-France, Parigi, così come la Spagna.

## Accoglienza
Il film è stato generalmente ben accolto dalla critica. Essa detiene attualmente un rating 78% fresco su Rotten Tomatoes.
L'Observer lo ha descritto come un thriller "avvincente" che ha continuato "Il film invita il pubblico a entrare in empatia con un uomo decente guidato da disperazione in pericolose attività criminali e siamo dalla sua parte dall'inizio alla fine.
Il film in totale incassò 6.548.779 di euro.

## Riconoscimenti
Il film è stato candidato al Premio César per la migliore opera prima.